# Teatr enwironmentalny
Teatr enwironmentalny (ang. environmental theatre, teatr otoczenia) – wprowadzony przez Richarda Schechnera termin określający teatr bez wyraźnego podziału na scenę i widownię, przybliżający aktorów do widzów we wspólnej przestrzeni, tak że razem stanowią jedno środowisko. Terenem przedstawienia typu enwironmentalnego może stać się miejsce związane z codzienną rzeczywistością, np. hangar, barak, plac, ulica, park. Czasami jest to teren przypadkowy, nieprzygotowany do działań teatralnych ("przestrzeń znaleziona"), niekiedy miejsce odpowiednio zakomponowane z wydzieloną przestrzenią dla widzów. 
Akcja często przedstawiana jest symultanicznie w różnych punktach przestrzeni, rozgrywa się na niewydzielonym obszarze, obejmuje również miejsca, gdzie zgromadzona jest publiczność, co ma aktywizować ją do współudziału w przedstawieniu. Widz bywa zachęcany lub prowokowany do aktywnego zaangażowania się  w spektakl, który staje się również poniekąd jego dziełem. Publiczność może przemieszczać się po przestrzeni objętej działaniem teatralnym i wybierać obserwowaną scenę lub punkt widzenia.
Do teatrów enwiromentalnych można zaliczyć m.in. The Living Theatre, the Bread and Puppet Theatre, Odin Teatret, Stella Polaris, Teatr Laboratorium, a także liczne teatry guerilla i uliczne.